# Machendorf (Nainhof-Hohenfels)
Machendorf, eine Wüstung im Truppenübungsplatz Hohenfels, war zuletzt ein Ortsteil der Gemeinde Nainhof-Hohenfels im ehemaligen Landkreis Parsberg.

## Geographische Lage
Das Dorf lag im oberpfälzischen Jura der Südlichen Frankenalb etwa 3 km nordöstlich von Hohenfels auf ca. 428 m über NHN, umgeben von Erhebungen von bis zu 491 m ü. NHN.

## Geschichte
Im Jahr 1009 wird der Reichsforst „Mahandorf“ erstmals urkundlich erwähnt, als König Heinrich II. dieses Gebiet „mit allem Zubehör“ dem neuen Bistum Bamberg übertrug. Spätestens im 12. Jahrhundert war die dortige Rodungstätigkeit nicht mehr in der Hand des Hochstifts Bamberg, sondern des Hochstifts Regensburg und dessen Ministerialen und der edelfreien Geschlechter der Umgebung, darunter die Hohenfelser. Gegen Ende des 12. Jahrhunderts übertrug Wernher von Zollingen ein Gut in Machendorf dem Regensburger Kloster Prüfening, das aber im 13. Jahrhundert dort nicht mehr begütert war. 1409 wird der Ort im Zusammenhang mit Lehengütern des Pfalzgrafen Johann in der Herrschaft Hohenfels urkundlich genannt. Nach dem Salbuch der Herrschaft Hohenfels von ca. 1500 bestand der Ort aus fünf Gütern. Um 1600 ist das Dorf im Kartenwerk von Christoph Vogel unter dem Amt Hohenfels verzeichnet. Gegen Ende des Alten Reiches, um 1800, bestand Machendorf aus sechs Anwesen, die größten waren drei Halhhöfe, und einem gemeindlichen Hirtenhaus.
Im Königreich Bayern wurde um 1810 der Steuerdistrikt Unterödenhart gebildet und 1811 zum Landgericht Parsberg gegeben. Diesem gehörten die Dörfer bzw. Einöden Unterödenhart, Aicha, Butzenhof(en), Machendorf, Oberödenhart, Pöllnricht und Sichendorf an. Mit dem zweiten bayerischen Gemeindeedikt von 1818 entstand daraus die Ruralgemeinde Unterödenhart, zu der 1884 noch die Einöde Mehlhaube hinzukam.
Als 1938 ein Wehrmachtsübungsplatz in der Oberpfalz errichtet wurde, musste die Gemeinde Unterödenhart und damit auch Machendorf abgesiedelt werden und ging 1944 offiziell im Heeresgutsbezirk Hohenfels auf. Nachdem 1925 noch 55 Dorfbewohner gezählt worden waren, lebten nach Auflassung des Heeresgutsbezirks und der Wiederbesiedelung durch Flüchtlinge und Vertriebene im Herbst 1950 wieder 19 Bewohner in Machendorf, allerdings in Notunterkünften, die sie im Herbst 1951 in kurzer Frist verlassen mussten, als der US-Truppenübungsplatz Hohenfels errichtet wurde. In ihm wurde Machendorf zum zweiten Mal zur Wüstung. Dort festgestellte untertägige mittelalterliche und frühneuzeitliche Befunde als Bodendenkmäler. Im Zuge der Gebietsreform in Bayern wurde das Gebiet des „alten“ Truppenübungsplatzes am 1. Oktober 1970 dem Markt Hohenfels angeschlossen.

### Einwohner- und Gebäude-/Hofzahlen
- 1500: 5 Anwesen[14]
- 1800: 6 Anwesen[15]
- 1830: 35 Einwohner, 6 Häuser[16]
- 1838: 35 Einwohner (8 Häuser)[17]
- 1867: 40 Einwohner (15 Gebäude)[18]
- 1871 45 Einwohner (14 Gebäude in „Butzenhof“; Großviehbestand 1873: 2 Pferde, 63 Stück Rindvieh)[19]
- 1900: 50 Einwohner (8 Wohngebäude)[20]
- 1925: 55 Einwohner (7 Wohngebäude)[21]
- 1950: 19 Einwohner in Notwohngebäuden[22]

### Kirchliche Verhältnisse
Das Dorf gehörte seit altersher (so um 1600) zur katholischen Pfarrei St. Ulrich zu Hohenfels im Bistum Regensburg, wohin die Kinder auch zur katholischen Schule gingen.